# Mycetophila lurida
Mycetophila lurida är en tvåvingeart som först beskrevs av Johann Wilhelm Meigen 1818.  Mycetophila lurida ingår i släktet Mycetophila och familjen svampmyggor.
Artens utbredningsområde är Österrike. Inga underarter finns listade i Catalogue of Life.